# Пижанка (приток Пижмы)
Пижанка — река в России, протекает в Арбажском районе Кировской области. Устье реки находится в 44 км по левому берегу реки Пижма. Длина реки составляет 10 км.
Исток реки в лесном массиве юго-восточнее села Рои (Арбажское городское поселение) и в 14 км к востоку от посёлка Арбаж. Река течёт на юго-восток по ненаселённой местности. Притоки — Кишмара, Сысоевка (левые). Впадает в Пижму выше деревни Борок.

## Данные водного реестра
По данным государственного водного реестра России относится к Камскому бассейновому округу, водохозяйственный участок реки — Вятка от города Котельнич до водомерного поста посёлка городского типа Аркуль, речной подбассейн реки — Вятка. Речной бассейн реки — Кама.
По данным геоинформационной системы водохозяйственного районирования территории РФ, подготовленной Федеральным агентством водных ресурсов:
- Код водного объекта в государственном водном реестре — 10010300412111100037266
- Код по гидрологической изученности (ГИ) — 111103726
- Код бассейна — 10.01.03.004
- Номер тома по ГИ — 11
- Выпуск по ГИ — 1